# 吕涛 (1970年)
吕涛（1970年6月10日—），男，满族，辽宁凤城人，中华人民共和国政治人物。现任中央广播电视总台央视制片人。第十四届全国政协委员。